# Hưng Khánh, Ngân Xuyên
Hưng Khánh (tiếng Trung: 兴庆区, Hán Việt: Hưng Khánh khu) là một quận thuộc Thành phố Ngân Xuyên thủ phủ của khu tự trị Khu tự trị dân tộc Hồi Ninh Hạ, Cộng hòa Nhân dân Trung Hoa. Hưng Khánh có diện tích 757,6 km2, dân số 410.000 người. Hưng Khánh là trung tâm thương mại, kinh tế, tài chính, chính trị, hành chính của Ngân Xuyên. Chính quyền của quận này nằm ở đường Bắc Đông Kinh. Hưng Khánh có 2 hương, 2 trấn. Người Hồi ở đây có dân số 85.000 người. Mã số bưu chính của Hưng Khánh là 750004。